# Magen (Lebensmittel)

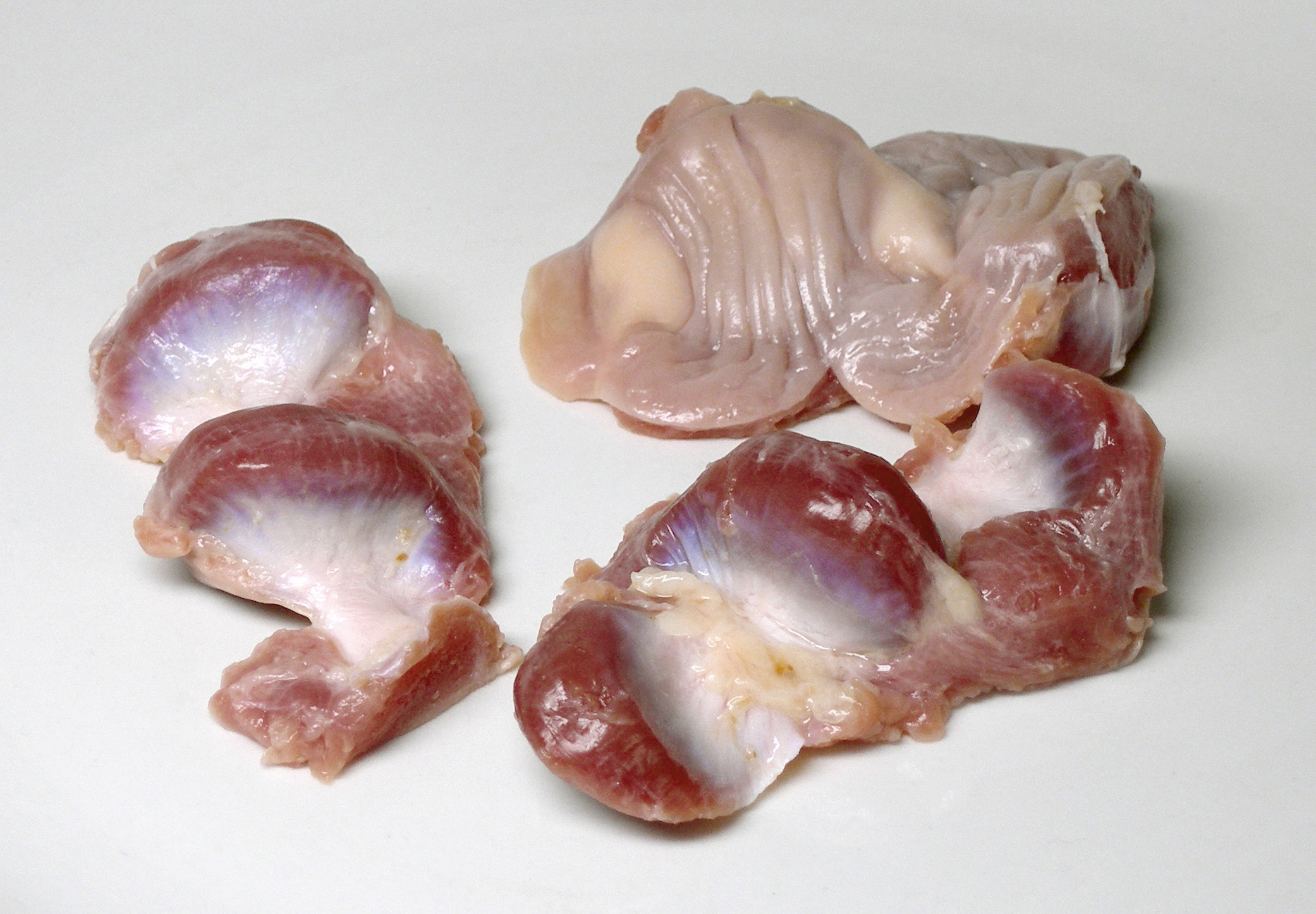
Aufgeschnittene Hühnermägen. Oben rechts ist die Mageninnenwand zu sehen.

Der Magen von Schlachttieren gehört zu den Innereien, die als Lebensmittel meist nicht direkt angeboten werden. Ausnahmen sind Kutteln (der Vormagen) von Wiederkäuern, die jedoch nicht den eigentlichen Magen bilden und die muskulösen Mägen von Geflügel, die entweder Bestandteil des Geflügelkleins sind oder gesondert verkauft werden.
Geflügelmägen können als Einlage für Füllungen oder für die Zubereitung von Brühen und Fonds verwendet werden. Zur Vorbereitung sollten sie aufgeschnitten und von der zähen, hellen Mageninnenwand befreit werden, so dass nur der Muskel übrig bleibt. Gebratener Kaumagen von Geflügel dient als Zugabe von grünen Salaten.
Der Magen von Schweinen und Schafen wird vergleichbar dem Darm als Hülle für großvolumige Würste wie Pfälzer Saumagen und Haggis verwendet, aber nicht mitgegessen.